# 杰尔姆·比弗尔
杰尔姆·比弗尔（英語：Jerome Biffle，1928年3月20日—2002年9月4日），美国男子田径运动员，主攻跳远、跳高和短跑。他曾代表美国参加1952年夏季奥林匹克运动会田径比赛，获得男子跳远金牌。